# Tumin (Ukraina)
Tumin (ukr. Тумин, Tumyn) – wieś na Ukrainie, w obwodzie wołyńskim, w rejonie włodzimierskim.
Pierwsza wzmianka o wsi pochodzi z 1545 roku.
W miejscowości stoi drewniana cerkiew św. Michała Archanioła z 1900 roku.
W czasie okupacji niemieckiej ukraiński mieszkaniec wsi Ołeksij Melnyczuk udzielał pomocy Żydom, za co w 1993 roku Instytut Jad Waszem uhonorował go tytułem Sprawiedliwego wśród Narodów Świata.
Do 2020 w rejonie łokackim. 